# 岩船ダム
岩船ダム（いわふねダム）は新潟県岩船郡関川村、一級河川・荒川本流上流部に建設されたダムである。
東北電力の関連企業である荒川水力電気が管理を行う発電用ダム。高さ30.2メートルの重力式コンクリートダムであり、荒川本流筋では上流の赤芝ダムに続いて完成したダムである。水力発電を目的としており、ダムに付設された岩船発電所において最大1万1,500キロワットの発電を行う。ダムによって形成された人造湖は荒川本流筋においては最大規模ではあるものの、名称は付けられていない。

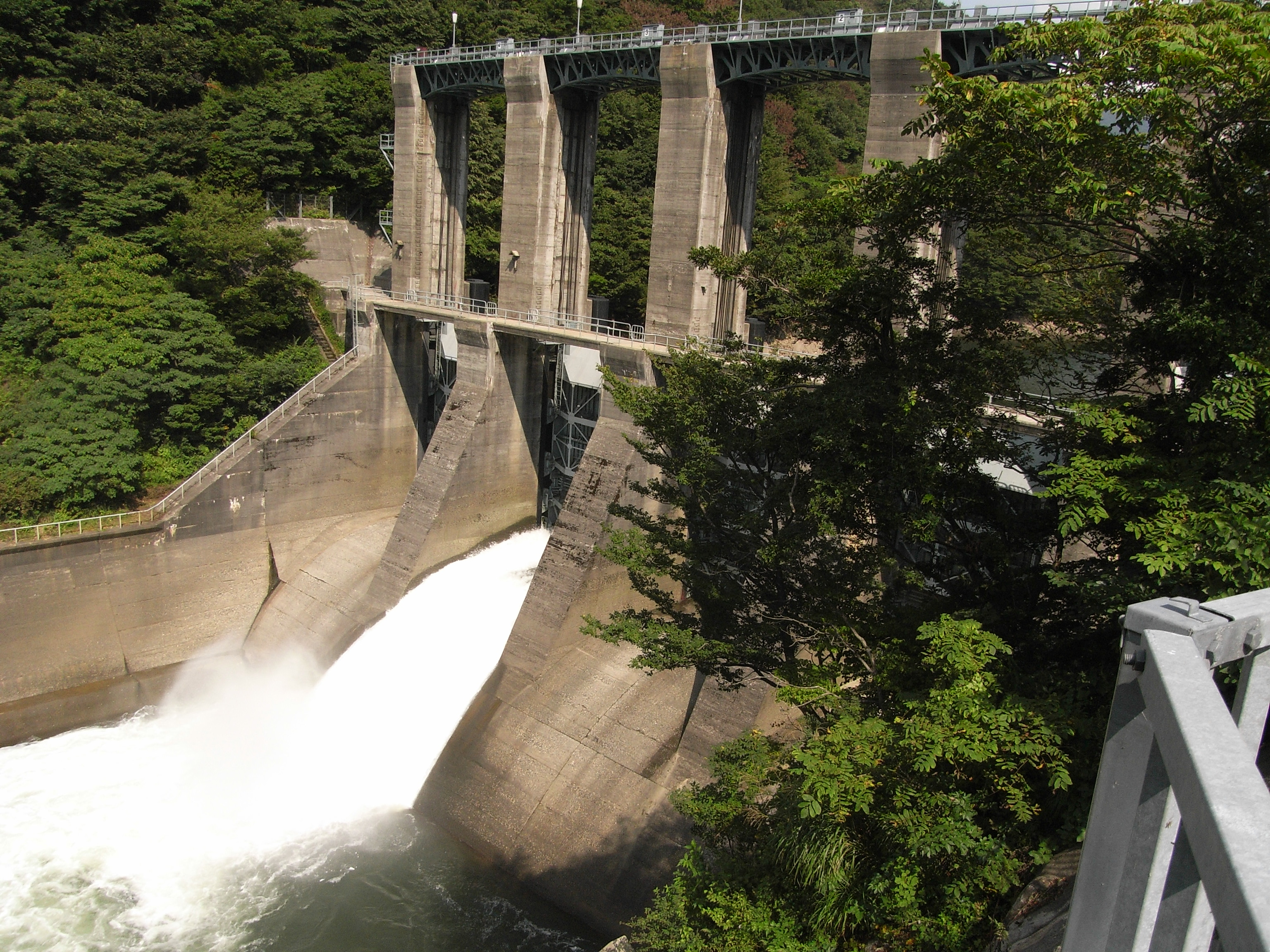
放流中の岩船ダム
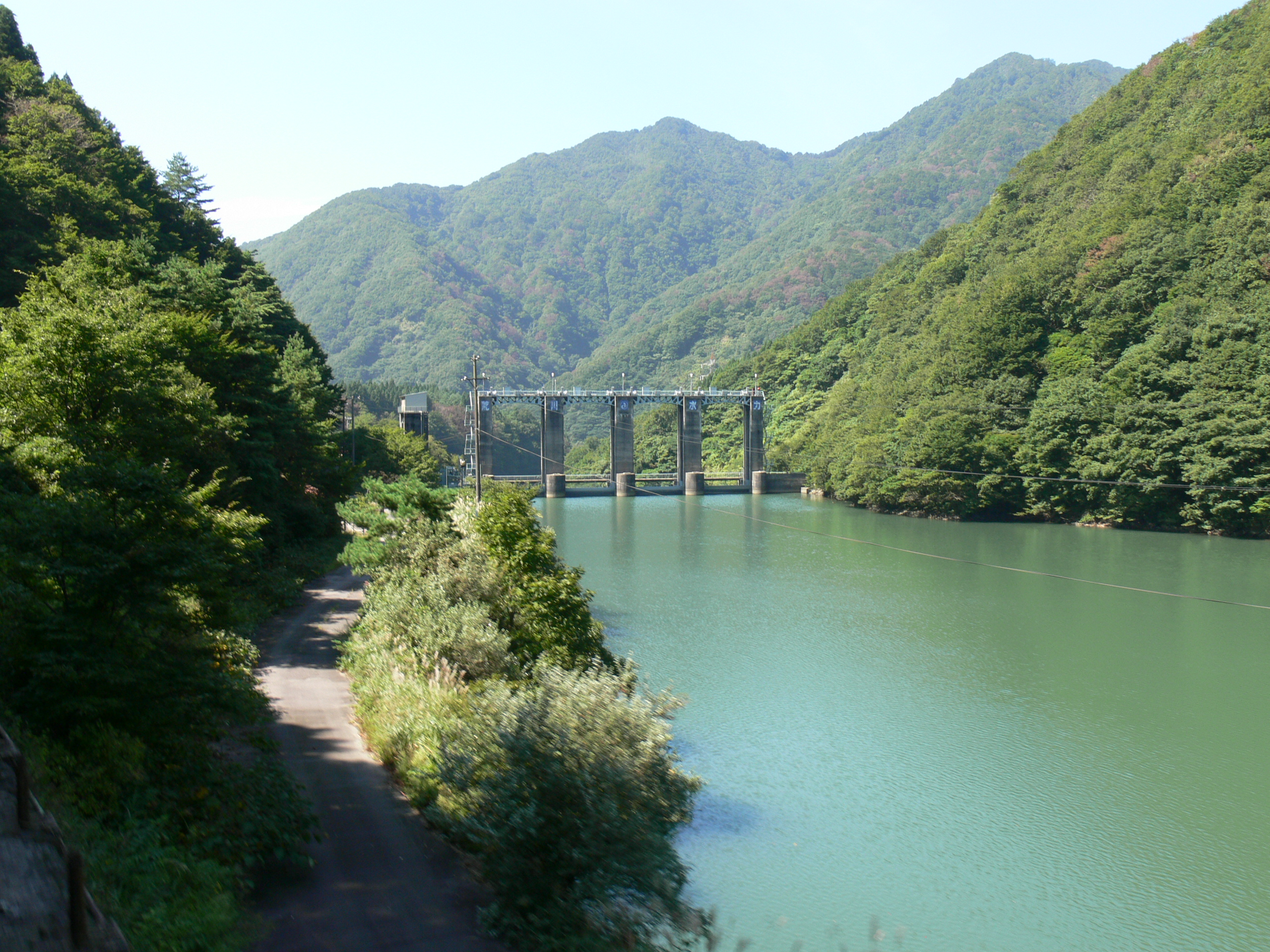
岩船ダム湖